# Medaille voor Voortreffelijk Werk
De Medaille voor Voortreffelijk Werk (Russisch: Медаль За трудовое отличие, Medal Za troedovoje otlitsjieje) werd op 19 april 2005 ingesteld als een ministeriële onderscheiding van de Russische Federatie. De medaille wordt toegekend aan burgerpersoneel dat zich gedurende ten minste 15 jaar bijzonder heeft onderscheiden in het inlichtingenwerk.

## De medaille
De gedeeltelijk geëmailleerde ronde medaille is van een nikkel-zilver-legering en draagt op de voorzijde een  zilverkleurige vijfpuntige blauw geëmailleerde ster met uit het midden van de medaille voortkomende stralen. Daaronder is een lauwertak afgebeeld met daarboven het ingegraveerde en rood ingevulde motto "ЗА ТРУДОВОЕ ОТЛИЧИЕ". Op de keerzijde staat binnen een lauwerkrans "СЛУЖБА ВНЕШНЕЙ РАЗВЕДКИ РОССИЙСКОЙ ФЕДЕРАЦИИ" (SLOEZJBA VNESJNEJ ROSSISKOJ FEDERATSI).
De medaille heeft een diameter van 32 millimeter en wordt op de linkerborst gedragen aan een vijfhoekig gevouwen lint in twee even brede banen. De linkerbaan is hemelsblauw met een gele bies, de andere baan is rood-roze-rood.
Op een dagelijks uniform mag men een baton in de kleuren van het lint dragen.